# Solar de Santa Marinha
O Solar de Santa Marinha localiza-se à Estrada Santa Marinha, no bairro da Gávea, na cidade e estado do Rio de Janeiro, no Brasil.
Erguido numa das partes altas do Parque da Cidade, é a atual sede do Museu Histórico da Cidade do Rio de Janeiro.

## História
A área onde está localizado o solar remonta ao século XVI, quando Manuel Bento adquire as terras e depois no século seguinte a transfere para a família Francisco Rodrigues Ferreira que a utiliza para plantações de café, ficando conhecida como Morro do Queimado.
Depois é adquirida por Henri Grandjean de Montigny, que instala uma olaria no local para produzir tijolos para suas edificações.
É quando D. Catarina de Sena adquire a propriedade que o Solar de Santa Marinha é erguido, fazendo parte da Chácara do Morro do Queimado.
No século XIX, o solar e as terras que o rodeiam, que se estendiam até à Vista Chinesa, foram adquiridas e passaram a integrar a fazenda do Marquês de São Vicente, José Antônio Pimenta Bueno, notável jurisconsulto. O Solar tornou-se sua casa de verão do Marquês.
Em 1887, o Conde de Santa Marinha, Antônio Teixeira Rodrigues e o João Rodrigues Teixeira, adquiriram aquele trecho da propriedade aos herdeiros do Marquês.
A terra, inculta até então, transformou-se no belo parque que hoje é desfrutado por seus visitantes, nas mãos hábeis do Conde de Santa Marinha, arquiteto e artista canteiro. A residência, simples edificação de um pavimento, adquiriu o aspecto senhorial das grandes vivendas do fim do século XIX.
Em 1900, com o falecimento do Conde, a parte que lhe cabia foi vendida a João Vieira da Silva Borges, sendo legado em testamento a João Carvalho Macedo o restante da propriedade, que pertencia a João Rodrigues Teixeira.
Outro proprietário do imóvel foi o Guilherme Guinle, que aumentou a obra artística do Conde de Santa Marinha, implementando um elevador.
Na gestão de Henrique Dodsworth, a Prefeitura do então Distrito Federal adquiriu o Solar e o Parque a Guilherme Guinle, continuando a zelar por esse patrimônio artístico e natural.

## Capela São João Batista

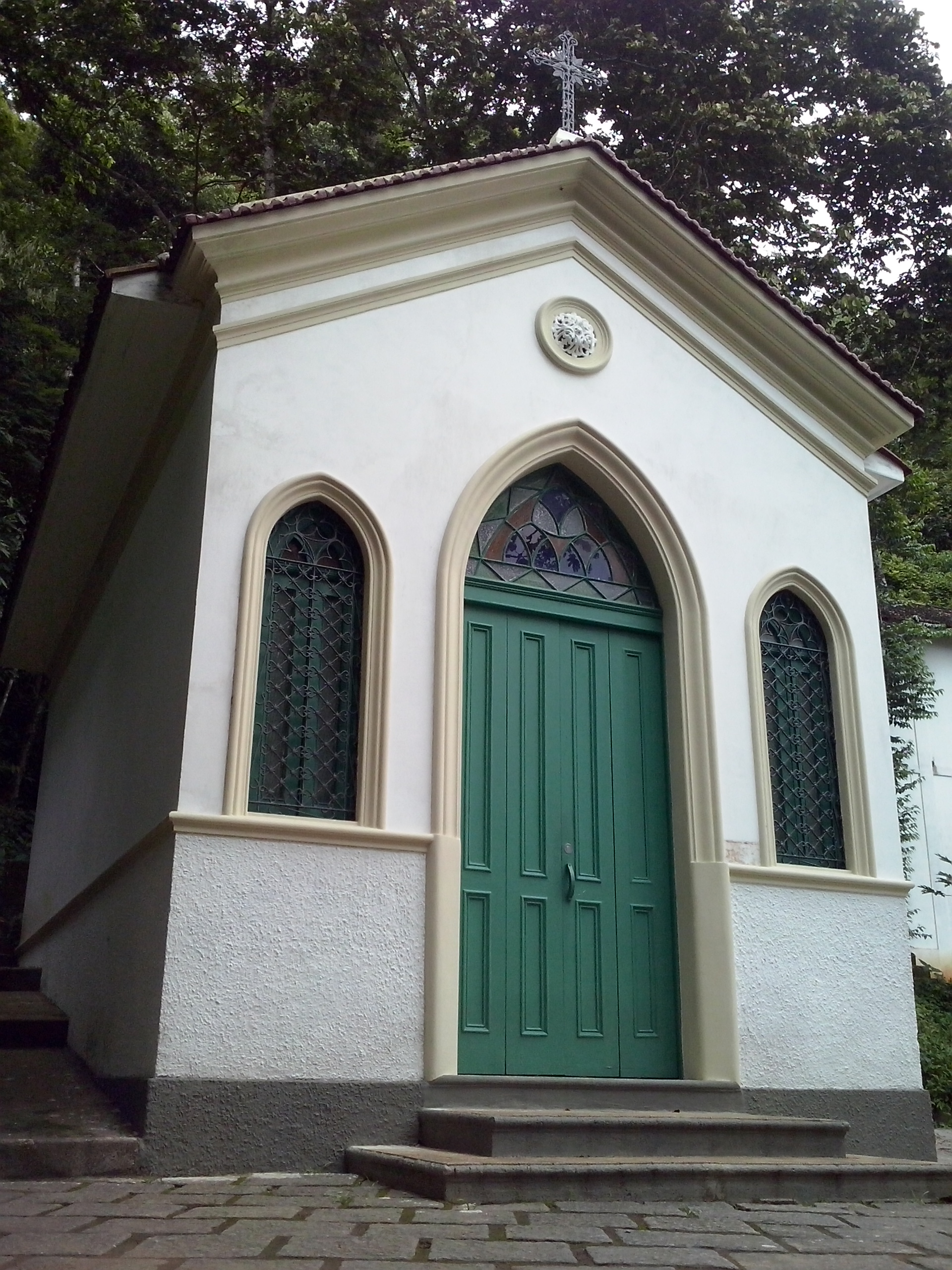
Capela de São João Batista

A esposa de João Carvalho Macedo fez erguer uma pequena Capela sob a invocação de São João Batista, onde fazia celebrar missa aos domingos e
feriados. Erguida no início do século XX, dentro da capela estão painéis do pintor baiano Carlos Bastos, retratando a vida e morte do profeta.

## Arquitetura
O Solar da Santa Marinha possui uma varanda na fachada frontal e em uma das fachadas laterais. Assemelha-se a um chalé de características neoclássicas, comum da segunda metade do século XIX. Pode-se observar muitos elementos em ferro nos gradis, varandas e pilaretes.
Quase encostada ao Solar, existe uma outra edificação em ruinas, que também foi utilizada pela família Guinle no período em que foi proprietária das terras do Solar e do Parque da Cidade. Esta construção parece ter sido erguida em duas épocas distinta, seu primeiro pavimento em porões construída em alvenaria, e os dois pavimentos superiores feitos em estuque, ou seja, armação de madeira e massa de cimento e cal formando as paredes.

## Museu Histórico da Cidade do Rio de Janeiro
Atualmente o Solar de Santa Marinha é ocupado pelo Museu Histórico da Cidade do Rio de Janeiro, com um enorme acervo, contendo em torno de vinte e quatro mil peças. Foi instalado na propriedade em 1935, provisoriamente,  depois  transferido para o centro do Rio  e em 1948, retornou ao Solar.